# Fuentenovilla
Fuentenovilla è un comune spagnolo di 543 abitanti situato nella comunità autonoma di Castiglia-La Mancia.